# Gustav Friedrich Gebser

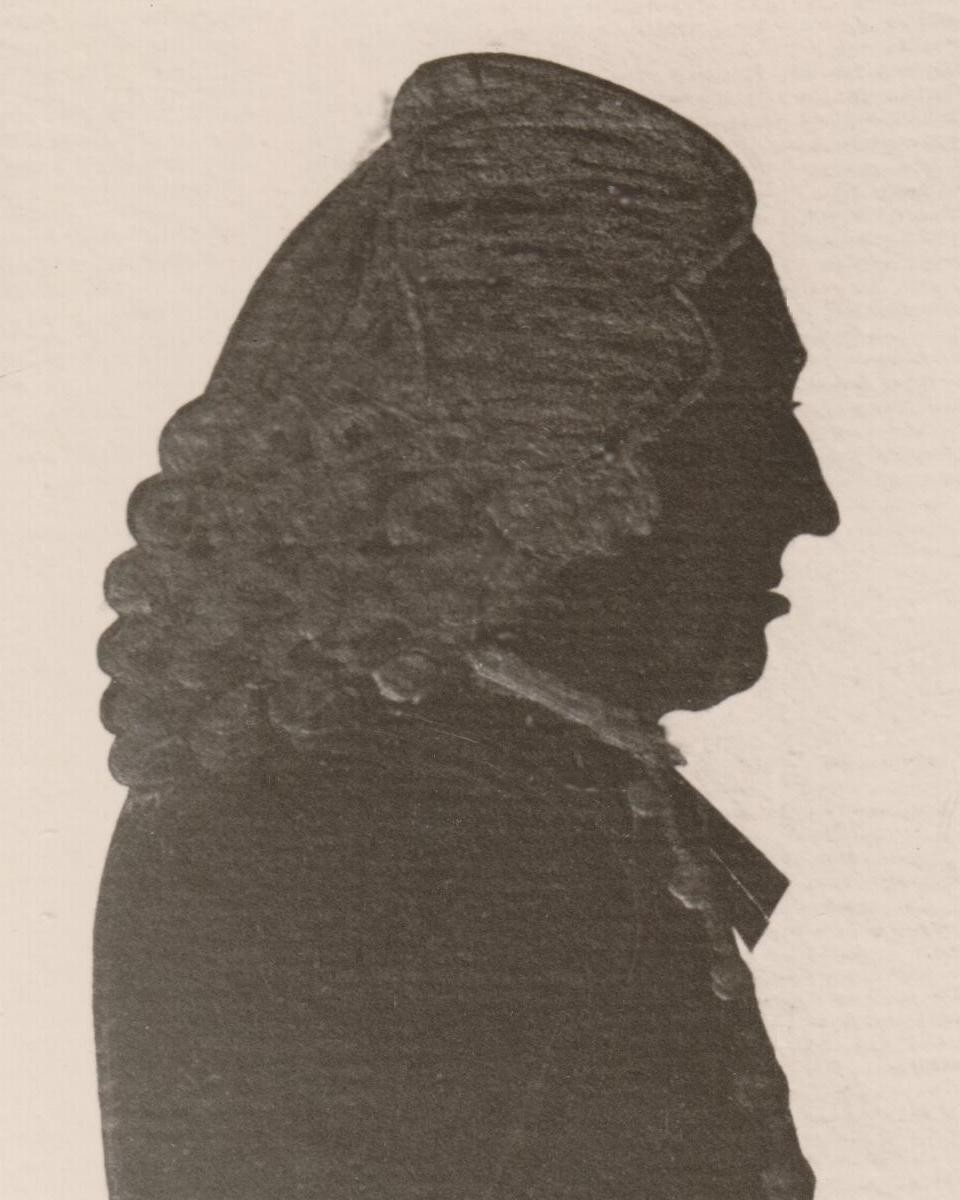
Schattenriss von Gustav Friedrich Gebser in Sittichenbach

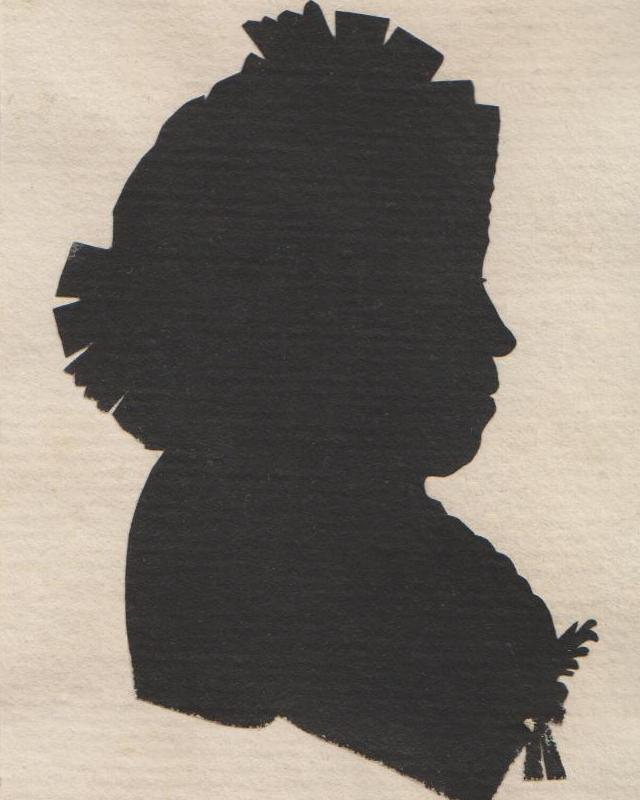
Tochter Elisabeth Christiana Magdalena

Gustav Friedrich Gebser senior (* 23. September 1694 in Kelbra; † 12. August 1766 in Sittichenbach) war ein deutscher Beamter. Er war ab 1752 kursächsischer Amtmann des Amtes Sittichenbach.
An seinem Lebensende war er mehreren Beschwerden ausgesetzt. So beschwerte sich 1762 die Bürgerschaft der Altstadt Eisleben über den Amtmann Gebser zu Sittichenbach wegen des Holzaufkaufs und des Einführens des Bieres zum Nachteil der brauenden Bürgerschaft zu Eisleben. Die Auseinandersetzungen, die vor der fürstlichen Kammer in Querfurt geführt worden sind, dauerten über zwei Jahre bis 1764.
Neben seiner Tätigkeit als Amtmann war er auch ein vorzüglicher Landwirt, der damals zu den besten in Thüringen gerechnet wurde.

## Familie
Er war der Sohn von Johann Heinrich Gebser (1648–1728) und der Anna Elisabeth geb. Ziegenhorn aus Kelbra.
Gustav Friedrich Gebser heiratete am 1. November 1729 in Artern Magdalena Elisabeth geb. Keßler. Ihre gemeinsame, in der Reichsstadt Nordhausen geborene Tochter Elisabeth Christiana Magdalena (1746–1818) heiratete den fürstlich-schwarzburgischen Amtsverwalter Ludwig Bernhard Schneidewind (1735–1790) in der Stadt Heringen (Helme). Sein gleichnamiger Sohn Gustav Friedrich Gebser junior übernahm das Amt des Amtmanns in Sittichenbach, auch gegen ihn gab es mehrere Beschwerden, so 1771 wegen Missbrauch der Spannfronen.
Nach seinem Tod wurde Gebser am 15. August 1766 in Groß-Osterhausen beigesetzt.